# Metal Box
| Recensione       | Giudizio |
| ---------------- | -------- |
| Ondarock         | 9/10     |
| Piero Scaruffi   | 8/10     |
| AllMusic         |          |
| Rolling Stone    |          |
| Robert Christgau | A-       |

Metal Box, noto anche come Second Edition, è il secondo album di studio del gruppo britannico post-punk Public Image Ltd., pubblicato nel 1979 dalla Virgin Records.
Il disco costituisce una svolta radicale rispetto al relativamente più convenzionale debutto dei PIL, il precedente album First Issue, pubblicato nel 1978, con il gruppo orientato verso sonorità sperimentali, caratterizzate dal cantato criptico di John Lydon, dalle possenti linee di basso dub a opera di Jah Wobble, e dall'inconfondibile suono "metallico" prodotto da Keith Levene con una chitarra elettrica modello "Veleno" fatta interamente in alluminio. Metal Box è ampiamente riconosciuto come un capolavoro del post-punk e del rock sperimentale. Nel 2003, La rivista Rolling Stone l'ha inserito al 461º posto della sua lista dei 500 migliori album di sempre.

## Il disco

### Registrazione
Metal Box fu registrato nel corso di svariate sessioni in studio con la partecipazione di diversi batteristi, nessuno dei quali venne accreditato sulla versione originale dell'album. Le tracce Albatross e Death Disco furono incise con il nuovo batterista David Humphrey al Manor Studio di Shipton-on-Cherwell. Poptones, registrata anch'essa, vide invece Levene alla batteria. Durante questo periodo, altri brani furono registrati ai Townhouse Studios di Londra: Beat the Drum for Me (che sarebbe riapparsa sul primo album solista di Wobble), e una nuova versione di Fodderstompf (che divenne la B-side del singolo dei PiL Death Disco). Humphrey lasciò la band verso metà maggio 1979. Memories, No Birds, Socialist e Chant furono tutte incise con Richard Dudanski alla batteria ai Townhouse Studios di Londra. Lo strumentale Graveyard venne registrato al Rollerball Rehearsal Studios di Bermondsey, lo studio dei PiL, sempre con Dudanski. Per la B-side del singolo Memories furono aggiunte tracce vocali al The Manor e la canzone venne reintitolata Another. Dudanski uscì anch'egli dal gruppo a metà settembre 1979. The Suit fu registrata come traccia solista da Jah Wobble ai Gooseberry Sound Studios londinesi. La voce e alcune sovraincisioni furono poi aggiunte al The Manor. Careering venne completata ai Townhouse Studios con Wobble seduto dietro la batteria. Bad Baby vide la presenza del nuovo batterista Martin Atkins. A eccezione di un breve periodo durante il 1980, Atkins rimase con il gruppo fino al 1985. Radio 4 venne registrata come ultima traccia da Keith Levene agli Advision Studios.

### Confezione
Metal Box, il titolo dell'album (in italiano "scatola di metallo"), si riferisce alla confezione originale nella quale venne presentato il disco. La confezione consisteva di una scatola in metallo simile a quella delle "pizze" dei film 16mm con il logo della band scritto in rilievo sul coperchio. Il tutto conteneva tre dischi in vinile 12" a 45 giri. Questo innovativo packaging venne ideato da Dennis Morris e si rivelò sorprendentemente poco dispendioso, costando solo poco più dello stampaggio della copertina di un disco normale (anche se la Virgin chiese e ottenne di trattenere un terzo dei ricavi provenienti dalle vendite del disco spettanti alla band, come rimborso spese extra per la confezione speciale).
Messo fuori catalogo il 23 novembre 1979 dopo un'iniziale pubblicazione di 60 000 copie, l'album venne ristampato il 22 febbraio 1980 con il titolo Second Edition, e come doppio LP con confezione standard. La copertina di Second Edition consiste di fotografie distorte dei membri della band, ottenute con uno specchio deformante. (La foto principale in copertina è quella di Keith Levene.)

## Tracce

### Metal Box
- Tutti i brani sono accreditati ai Public Image Ltd.

Lato 1
1. Albatross - 10:34

Lato 2
1. Memories - 5:05
2. Swan Lake - 4:11

Lato 3
1. Poptones - 7:46
2. Careering - 4:32

Lato 4
1. No Birds - 4:41
2. Graveyard - 3:07

Lato 5
1. The Suit - 3:29
2. Bad Baby - 4:30

Lato 6
1. Socialist - 3:09
2. Chant - 5:01
3. Radio 4 - 4:24

- La scaletta originale dei brani prevedeva Socialist, Chant e Radio 4 come un'unica traccia.
- In Second Edition la traccia Socialist è posizionata dopo Careering, scambiandosi di posto con No Birds.
- No Birds è spesso indicata come No Birds Do Sing.
- Swan Lake è un'altra versione di un precedente singolo del gruppo, Death Disco.
- Graveyard è una versione strumentale del brano Another, lato B del singolo Memories.

### Second Edition
- Tutti i brani sono accreditati ai Public Image Ltd.

Lato 1
1. Albatross - 10:34
2. Memories - 5:05

Lato 2
1. Swan Lake - 4:11
2. Poptones - 7:46
3. Careering - 4:32

Lato 3
1. Socialist - 3:09
2. Graveyard - 3:07
3. The Suit - 3:29

Lato 4
1. Bad Baby - 4:30
2. No Birds - 4:41
3. Chant - 5:01
4. Radio 4 - 4:24

## Formazione
- John Lydon - voce
- Keith Levene - chitarra
- Jah Wobble - basso

Nota: Per questo album non risulta accreditato alcun batterista. Si ritiene che si siano avvicendati diversi musicisti: David Humphrey (brano 1 e 3), Richard Dudanski (2, 6, 7, 10, 11), Keith Levene (4, 12), Jah Wobble (5, 8), Martin Atkins (9).